# 染河内村
染河内村（そめごうちむら）は、かつて兵庫県中西部（西播磨地区）に存在していた村。宍粟郡に属した。
1956年、神戸村、下三方村と合併し、一宮町となったため、地方自治体として消滅した。
旧村域は現在の宍粟市一宮町の南東部に相当する。

## 概要
現在の宍粟市一宮町下野田、上野田、能倉、東河内に相当する。

## 沿革
- 1889年（明治22年）4月1日 町村制施行に伴い宍粟郡染河内村発足。
- 1956年（昭和31年）4月1日 神戸村、下三方村と合併し一宮町が発足したため消滅。

## 村長
- 小池新太郎

## 教育
現在は各校とも宍粟市立となっている。
- 染河内村立染河内中学校（現在は神戸中学校との統廃合により廃止）
- 染河内村立染河内小学校